# C'est le dernier qui a parlé qui a raison
C'est le dernier qui a parlé qui a raison è una canzone interpretata dalla cantante tunisina Amina e diretta da Jérôme Pillement per rappresentare la Francia all'Eurovision Song Contest 1991, che si tenne a Roma; il brano appare nell'album Yalil col titolo 'Le dernier qui a parlé...'. È interamente cantata in francese, lingua nazionale, come imponeva il regolamento tra il 1976 e il 1999.
Si tratta della nona canzone interpretata durante la serata, dopo Carola, che rappresentava la Svezia con Fångad av en stormvind e prima di İzel Çeliköz, Reyhan Karaca e Can Uğurluer, che rappresentavano la Turchia con İki Dakika. Al termine delle votazioni, la canzone ottenne 146 punti, classificandosi seconda tra le 22 canzoni (terminando in realtà a pari merito con la canzone svedese di Carola anche se la Svezia alla fine vinse il concorso, grazie alla regola dell'ex aequo). 
La canzone, il cui titolo è uno dei più lunghi nella storia dell'Eurovision Song Contest, è stata scritta dalla stessa Amina, tunisina, e composta da Wasis Diop, senegalese, con l'esito di rimembranze afro nella musica.